# دان كانتر
دان كانتر هو موسيقي كندي، ولد في 10 يونيو 1981 في أوتاوا في كندا.